# Unione Sportiva Catanzaro 1955-1956
Questa voce raccoglie le informazioni riguardanti l'Unione Sportiva Catanzaro nelle competizioni ufficiali della stagione 1955-1956.

## Rosa
| N. |                   | Ruolo | Calciatore        |
| -- | ----------------- | ----- | ----------------- |
|    | Italia (bandiera) | A     | Antonio Altobello |
|    | Italia (bandiera) | C     | Antonio Ariagno   |
|    | Italia (bandiera) | A     | Giovanni Corti    |
|    | Italia (bandiera) | C     | Walter Costa      |
|    | Italia (bandiera) | C     | Roberto Croci     |
|    | Italia (bandiera) | A     | Giuseppe D'Avino  |
|    | Italia (bandiera) | C     | Giorgio Ghiotto   |
|    | Italia (bandiera) | D     | Antonio Lionetti  |
|    | Italia (bandiera) | C     | Marco Mariuzza    |
|    | Italia (bandiera) | P     | Vittorio Masci    |

| N. |                   | Ruolo | Calciatore          |
| -- | ----------------- | ----- | ------------------- |
|    | Italia (bandiera) | C     | Giuseppe Matassoni  |
|    | Italia (bandiera) | C     | Ferruccio Morbidoni |
|    | Italia (bandiera) | D     | Giuseppe Pricigalli |
|    | Italia (bandiera) | C     | Stefano Raise       |
|    | Italia (bandiera) | P     | Vincenzo Sestito    |
|    | Italia (bandiera) | C     | Alberto Stefanelli  |
|    | Italia (bandiera) | P     | Giuseppe Tagini     |
|    | Italia (bandiera) | C     | Pietro Torrini      |
|    | Italia (bandiera) | D     | Antonio Tozzo       |
|    | Italia (bandiera) | C     | Luigi Ziletti       |